# Symphurus gorgonae
Symphurus gorgonae es una especie de pez de la familia Cynoglossidae en el orden de los Pleuronectiformes.

## Distribución geográfica
Se encuentran en el Pacífico oriental (desde México hasta el Ecuador).